# Grúz labdarúgó-szuperkupa
A Grúz labdarúgó-szuperkupa (hivatalos nevén: საქართველოს საფეხბურთო სუპერთასი, átírásban:Szakartvelosz Szapehburto Szupertaszi) egy 1996-ban alapított, a Grúz labdarúgó-szövetség által kiírt kupa. Tradicionálisan az új idény első meccsét jelenti, s az előző év bajnoka játszik az előző év kupagyőztesével. 
A legsikeresebb csapat a Dinamo Tbiliszi gárdája, hét győzelemmel.

## Kupadöntők
| 1996      | Dinamo Tbiliszi   | 4 – 0             | Dinamo Batumi       |                   |                   |
| 1997      | Dinamo Tbiliszi   | 4 – 1             | Dinamo Batumi       |                   |                   |
| 1998      | Dinamo Tbiliszi   | 1 – 2             | Dinamo Batumi       |                   |                   |
| 1999      | Dinamo Tbiliszi   | 1 – 0             | Torpedo Kutaiszi    |                   |                   |
| 2000–2004 | Nem rendezték meg | Nem rendezték meg | Nem rendezték meg   | Nem rendezték meg | Nem rendezték meg |
| 2005      | Dinamo Tbiliszi   | 1 – 0             | Lokomotivi Tbiliszi |                   |                   |
| 2006      | Szioni Bolniszi   | 0 – 1             | Ameri Tbiliszi      |                   |                   |
| 2007      | Olimpi Rusztavi   | 1 – 4             | Ameri Tbiliszi      |                   |                   |
| 2008      | Dinamo Tbiliszi   | 1 – 0             | Zesztaponi          |                   |                   |
| 2009      | WIT Georgia       | 2 – 1 (h.u.)      | Dinamo Tbiliszi     |                   |                   |
| 2010      | Olimpi Rusztavi   | 2 – 0             | WIT Georgia         |                   |                   |
| 2011      | Zesztaponi        | 3 – 1             | Gagra               |                   |                   |
| 2012      | Zesztaponi        | 2 – 2 (b.u., 4-2) | Dila Gori           |                   |                   |
| 2013      | Dinamo Tbiliszi   | 0 – 1             | Csihura Szacshere   |                   |                   |
| 2014      | Dinamo Tbiliszi   | 1 – 0             | Csihura Szacshere   |                   |                   |
| 2015      | Dila Gori         | 0 – 1             | Dinamo Tbiliszi     |                   |                   |

- h.u. – hosszabbítás után
- b.u. – büntetők után

## Statisztika

### Győzelmek száma klubonként
| Csapat              | Győztes                                      | Döntős               |
| ------------------- | -------------------------------------------- | -------------------- |
| Dinamo Tbiliszi     | 7 (1996, 1997, 1999, 2005, 2008, 2014, 2015) | 3 (1998, 2009, 2013) |
| Zesztaponi          | 2 (2011, 2012)                               | 1 (2008)             |
| Ameri Tbiliszi      | 2 (2006, 2007)                               | –                    |
| Dinamo Batumi       | 1 (1998)                                     | 2 (1996, 1997)       |
| WIT Georgia         | 1 (2009)                                     | 1 (2010)             |
| Metalurgi Rusztavi  | 1 (2010)                                     | 1 (2007)             |
| Csihura Szacshere   | 1 (2013)                                     | 1 (2014)             |
| Dila Gori           | –                                            | 2 (2012, 2015)       |
| Torpedo Kutaiszi    | –                                            | 1 (1999)             |
| Lokomotivi Tbiliszi | –                                            | 1 (2005)             |
| Szioni Bolniszi     | –                                            | 1 (2006)             |
| Gagra               | –                                            | 1 (2011)             |